# Aleuroplatus myricae
Aleuroplatus myricae là một loài côn trùng cánh nửa trong họ Aleyrodidae, phân họ Aleyrodinae.
Aleuroplatus myricae được Quaintance & Baker miêu tả khoa học đầu tiên năm 1917.